# Erwachende Ungarn

Abzeichen

Erwachende Ungarn (ungarisch Ébredő Magyarok Egyesülete) war eine rassistische, antisemitische, rechtsextreme Vereinigung, gegründet im November 1918 von Gyula Gömbös, Tibor Eckhardt, Pál Prónay, Iván Héjjas u. a. In ihrer Führung waren rechte Christsoziale und Exponenten der Gömbös-Gruppe vertreten. Die Ziele der Partei waren die Wiederherstellung der historischen Grenzen des Königreichs Ungarn, die Bewahrung der „Reinheit der ungarischen Rasse“, die Beibehaltung der Institution des Königtums, jedoch unter antihabsburgischen Vorzeichen.

## Geschichte
Die führenden Mitglieder der Partei betätigten sich aktiv gegen die viermonatige Ungarische Räterepublik unter Béla Kun. Nach deren Beseitigung im August 1919 wurde die Vereinigung eine Stütze des konservativen Horthy-Regimes und beteiligte sich an dessen Terroraktionen, konkret der Verfolgung, Misshandlung und Ermordung von Kommunisten, Sozialisten und Juden.
1922 wurde die Vereinigung von Ministerpräsident Graf István Bethlen aufgelöst. Einige ihrer führenden Mitglieder schlossen sich anderen extremistischen Parteien an, so der Partei der Rassenschützer (Fajvédő Párt), der Ungarischen Nationalsozialistischen Partei und den Pfeilkreuzlern; die meisten Mitglieder wandten sich vom militanten Rechtsextremismus ab und wurden mehr oder weniger loyale Stützen des Horthy-Regimes.

## Anschläge
Die „Erwachenden Ungarn“, die bis dato bereits durch Störungen in der Oper und im Nationaltheater in Aufführungen, an denen jüdische Künstler beteiligt oder die von jüdischen Schriftstellern verfasst worden waren, auf sich aufmerksam gemacht hatten, verübten im April 1922 einen Bombenanschlag auf den liberalen Budapester Klub Erzsébetvárosi Demokrata Kör, dessen Mitglieder hauptsächlich Juden waren. Neun Menschen wurden von der Bombe getötet, 23 verletzt. Unmittelbar nach dem Anschlag wurde in der Nähe des Tatorts eine antijüdische Demonstration durchgeführt. Im Dezember 1923 attackierten die Erwachenden Ungarn eine Veranstaltung der Organisation jüdischer Frauen in Csongrád: Drei Frauen starben, 40 Personen wurden verletzt. Im Juli des gleichen Jahres gab es Berichte der britischen Gesandtschaft in Budapest, die von Plänen der Aktivisten sprachen, die Budapester Synagoge in die Luft zu sprengen.

## (Weiterführende) Literatur
- Karl Römer (Redakteur): Lexikon zur Geschichte und Politik im 20. Jahrhundert (Erster Band), Kiepenheuer & Witsch, 1971, S. 223
- A határban a Halál kaszál... (1963)
- Recollections of Tibor Eckhardt. Regicide at Marseille (1964)